# アモ郡

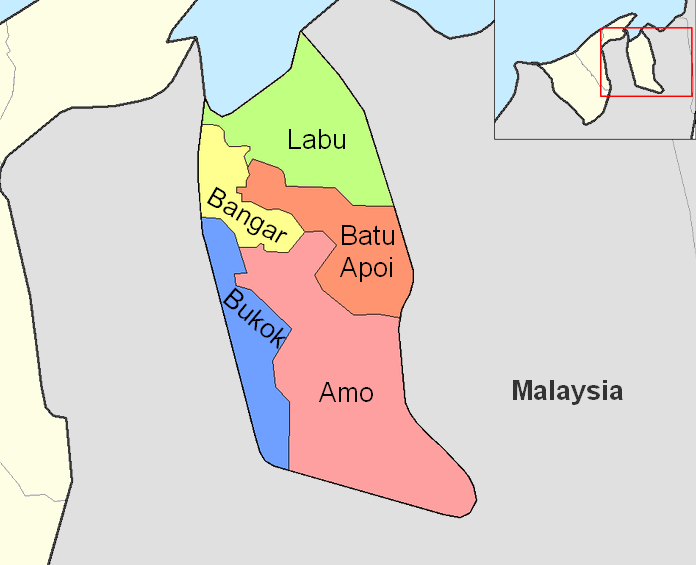
テンブロン地区の準地区
南部の薄い桃色の部分がアモ

アモ（Amo）はブルネイ・ダルサラーム国テンブロン地区にある郡（マレー語：mukim）である。テンブロン地区の中央南寄りに位置し、北東をバトゥ・アポイ郡（Mukim Batu Apoi）に、東部と南部をマレーシア・サラワク州に接する。またボコック郡（Mukim Bokok）と西部が、バンガル郡が南西部と接している。

## 町村
アモ郡は以下のような町（マレー語：Pekan）や村（マレー語：Kampong）を持つ。
- バンガル・ラマ町（Pekan Bangar Lama）
- バンガル・バル町（Pekan Bangar Baru）
- プルクマハン・バンガル（Perkemahan Bangar）
- ムヌンガー村（Kampong Menengah）
- スンガイ・スロク村（Kampong Sungai Sulok）
- スンガイ・タニト村（Kampong Sungai Tanit）
- スンガイ・タナム村（Kampong Sungai Tanam）
- バラヤン村（Kampong Balayang）
- スママン村（Kampong Semamang）
- ブアン・ブラン村（Kampong Buang Bulan）
- ブリングス村（Kampong Belingus）
- バタン・トゥアウ村（Kampong Batang Tuau）
- スリ・タンジョン・ブラヤン村（Kampong Seri Tanjong Belayang）
- プニ村（Kampong Puni）
- ウジョン・ジャラン村（Kampong Ujong Jalan）